# Reichsstraße 334
Die Reichsstraße 334 (R 334) war bis 1945 eine Staatsstraße des Deutschen Reichs, die vollständig im heutigen österreichischen Bundesland Kärnten verlief. Die Straße nahm ihren Anfang an der damaligen Reichsstraße 333 in der Stadt Völkermarkt und verlief auf der Trasse der heutigen Lavamünder Straße und der Rudener Straße B 82 über Lavamünd zur Grenze zu Jugoslawien vor Dravograd (Unterdrauburg).
Ihre Gesamtlänge betrug rund 35 Kilometer.